# Paralcidia albistrigula
Paralcidia albistrigula là một loài bướm đêm trong họ Geometridae.